# 米路斯·米赫路夫
米路斯·米赫路夫（1982年12月15日—），出生于南斯拉夫，塞爾維亞职业足球运动员，司職後衛，現效力中國超級足球聯賽球隊長春亞泰。
米赫路夫此前曾效力沃日多瓦茨、柏迪遜、干亞士邦，在2009年9月轉投波利特尼卡。
在2010年7月，他正式加盟中國超級足球聯賽球隊長春亞泰。

## 來源
- Profile （页面存档备份，存于） at Playerhistory.
- Profile[永久] at Transfermarkt.